# Saint-Aubin-des-Ormeaux
Saint-Aubin-des-Ormeaux è un comune francese di 1 333 abitanti situato nel dipartimento della Vandea nella regione dei Paesi della Loira.

## Società

### Evoluzione demografica
Abitanti censiti